# Палаунг

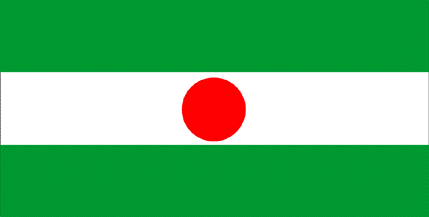
Флаг палаунг

Палаунг (бирм. ပလောင် လူမျိုး [pəlàʊɰ̃ lùmjó] — палауны, кит. упр. 德昂族, пиньинь Dé'áng Zú, самоназвание — таанг, катур, брао, риан и др.) — народ, живущий в Мьянме, главным образом к югу от р. Шуэли, а также в Китае (провинция Юньнань) и в Таиланде. Входит в 56 официально признанных народов КНР. Язык относится к группе палаунг-ва мон-кхмерской ветви австроазиатских языков. Палаунг — потомки древнейшего населения Индокитайского полуострова. По религии палаунг — буддисты; распространены также анимистические верования. В прошлом у палаунг культ предков феодальных вождей оформился в официальную религию, сосуществующую с буддизмом.
Основные занятия палаунг — рисоводство, разведение чая и торговля им. Из ремёсел развиты ткачество, плетение, работы по металлу.